# Cessna Citation Excel
O Cessna Citation Excel é uma moderna aeronave bimotor executiva de médio porte e alta performance, com asas retas e motorização turbofan , com capacidade para transportar confortavelmente sete ou oito passageiros em viagens interestaduais e internacionais, desenvolvida e fabricada em larga escala nos Estados Unidos a partir da década de 1990 pela Cessna Aircraft Company, que utilizou como base para sua criação dois projetos de jatos executivos de sucesso, o Cessna Citation VII e o Cessna Citation Ultra, porém com uma quantidade significativa de mudanças e refinamentos aerodinâmicos que torna o Citation Excel um projeto quase completamente novo.
A Cessna Aircraft Company é a maior fabricante de jatinhos executivos do mundo, uma propriedade da corporação americana Textron Company.
A Textron também é proprietária da fabricante norte-americana de helicópteros Bell Helicopter e da fabricante de aeronaves executivas Beechcraft Corporation.

## Design e desenvolvimento
A rigor, o projeto do Cessna Citation Excel (conhecido também como Citation 560XL) é uma combinação bem sucedida dos conceitos de fuselagem, cauda e asas de dois modelos de aeronaves bem diferentes da própria Cessna, o Cessna Citation VII (sofisticado jato executivo de porte médio, com alcance intercontinental) e o Cessna Citation Ultra (jato executivo de porte médio com asas retas e alcance interestadual e internacional), porém combinando todos esses conceitos de partes e componentes com uma motorização não usada nessas duas aeronaves, o turbofan Pratt & Whiney PW545.
Cessna Citation Excel:
- Fuselagem (incluindo cabine de comando e cabine de passageiros) criada originalmente para formar o confortável Cessna Citation III e, posteriormente, o Cessna Citation VII;
- Asas retas criadas para formar o Cessna Citation Ultra;
- Cauda (principalmente estabilizadores horizontais e deriva) criados para formar o Citation Ultra;
- Motorização turbofan de alto desempenho Pratt & Whitney PW545;

O objetivo da Cessna era fabricar um jato executivo para competir em um segmento de mercado da aviação executiva formada por clientes com poder aquisitivo suficiente para viagens non-stop interestaduais e internacionais, ou com apenas uma escala para reabastecimento, a bordo de um jato executivo bem confortável, porém com tamanho e alcance menores que os do sofisticado segmento logo acima, no qual jatos intercontinentais de preço mais alto competiam, incluindo o Israel Astra SPX / Gulfstream G100 e o Learjet 60, e outro modelo de aeronave da própria Cessna, o Cessna Citation X.
O Cessna Citation Excel é uma aeronave derivada do Citation VII e do Citation Ultra, porém com um número significativo de mudanças que o torna um projeto diferente: Os engenheiros da Cessna aproveitaram o projeto bem sucedido de asas retas e cauda do Citation V Ultra, porém as asas retas do Citation Excel não invadem o espaço da cabine reservado para os passageiros, pelo contrário, elas são fixadas totalmente sob a fuselagem, o que torna o corredor da cabine de passageiros plano, começando da porta de entrada da aeronave até o toalete.
O resultado foi uma aeronave confortável, projetada para viagens interestaduais e internacionais, com novos e potentes motores Pratt & Whitney PW545A, e com capacidade bem razoável de pousar e decolar em pistas de pouso de médio tamanho.

## As famílias
Os aviões com a marca Citation estão divididos em duas linhagens de projetos que, ao longo de suas trajetórias foram mantidos quase totalmente distintos e com propostas diferentes, a linhagem mais econômica, com asas retas, batizada pelo fabricante Cessna de Série 500 e a linhagem mais sofisticada, projetada para viagens intercontinentais, batizadas pelo fabricante de Série 650 e Série 750, a maior parte deles com asas enflechadas.
A linhagem da Série 500 foi iniciada na década de 1970 com os aviões da primeira geração, o Citation I e o Citation II, para viagens interestaduais e internacionais.
Considerando sua estrutura de asas e fuselagem, o Citation Excel é o resultado de uma combinação de características das duas linhagens, de certa forma ele é um produto híbrido que aproveita o que as duas linhagens têm de mais competitivo para o segmento de mercado no qual está inserido, porém a Cessna decidiu encaixá-lo na nomenclatura já existente para a família Citation Ultra, nomeando-o Citation 560XL.

## Mercado
Na década de 2000, a Cessna deu continuidade ao programa de desenvolvimento de sua linha de aeronaves Citation Excel, com o lançamento do Citation XLS, que na verdade é uma versão melhorada do Citation Excel, com motores mais potentes e conjunto de aviônicos (equipamentos de navegação, segurança e controle, instalados na cabine de pilotagem) redesenhado.  O Citation Excel e suas versões melhoradas Citation XLS e Citation XLS+ são aeronaves praticamente idênticas no design e na estrutura de fuselagem e asas, porém o Citation XLS+ é equipado com o FADEC (Full Authority Digital Engine Control).
O FADEC é um sistema de gerenciamento do funcionamento dos motores, ele evita que certos parâmetros de segurança no funcionamento deles sejam ultrapassados, evitando danos por funcionamento incorreto e aumentando a vida útil deles.
Todos esses modelos de aeronaves, o Citation Excel, o Citation XLS e o Citation XLS+, são equipados com  toalete básico no fundo da cabine de passageiros, incluindo uma pia para lavar as mãos e escovar os dentes, pequeno guarda-roupas para algumas peças de roupas e galley para refeições rápidas e bebidas.
Essa combinação de características do Citation Excel resultou em um sucesso de vendas, com mais de 500 unidades fabricadas, incluindo as versões aperfeiçoadas Citation XLS e Citation XLS+.
Os principais concorrentes do Citation Excel, do Citation XLS e Citation XLS+ são os modernos e confortáveis Learjet 45 e Learjet 75, da Learjet, e Embraer Phenom 300, da EMBRAER.

## Segurança
Estatisticamente, em números aproximados, a aviação comercial e a aviação executiva são os meios de transporte mais seguros que existem, com cerca de três acidentes graves com vítimas fatais para cada um milhão de viagens realizadas, considerando a média mundial. Porém, se forem levados em consideração apenas os números de países desenvolvidos, como Canadá, Estados Unidos, países da Europa Ocidental, o Japão, a Coreia do Sul e a Austrália, os números de acidentes para cada um milhão de viagens são ainda menores, na média cerca de um acidente grave com vítimas fatais para cada um milhão de viagens realizadas.
O Citation Excel, o Citation XLS e o Citation XLS+ são considerados modelos de aeronaves seguras, com um acidente grave com vítimas fatais registrado desde o início da  fabricação.
No dia 13 de agosto de 2014, um Cessna Citation XLS+, matrícula PR-AFA, foi envolvido em um acidente grave na cidade de Santos, matando os cinco passageiros e dois tripulantes a bordo. Essa aeronave era usada na campanha do presidenciável Eduardo Campos, que também está entre as vítimas. As causas do acidente estão sendo investigadas pelo CENIPA - Centro de Investigação e Prevenção de Acidentes Aeronáuticos, órgão militar da Aeronáutica do Brasil.

## Ficha técnica
Citation Excel
- Capacidade: 7 ou 8 passageiros;
- Pista de pouso: Aprox. 1.650 metros (lotado / dias quentes / tanques cheios);
- Teto de serviço: Aprox. 13.500 metros;
- Velocidade de cruzeiro: Aprox. 800 km/h;
- Motorização (potência): 2 X Pratt & Whitney PW545A (3.800 libras / cada);
- TBO (tempo entre revisões): 5.000 horas;
- Climb (subida): Aprox. 900 metros / minuto;
- Peso máximo decolagem: Aprox. 8.700 kg;
- Payload (carga paga): Aprox. 950 kg;
- Alcance: Aprox. 3.200 quilômetros (lotado / 75% potência / com reservas);
- Comprimento: Aprox. 16 metros;
- Envergadura: Aprox. 17 metros;
- Altura: Aprox. 5,2 metros;
- Tripulação: 1 piloto e 1 co-piloto;